# Tylototriton hainanensis
Espèce
Statut de conservation UICN

 EN B1ab(iii)+2ab(iii) : En danger
Tylototriton hainanensis est une espèce d'urodèles de la famille des Salamandridae.

## Répartition
Cette espèce est endémique de Hainan en Chine. Elle se rencontre entre 770 et 950 m d'altitude à Wuzhishan, Diaoluoshan et Jianfengling.

## Étymologie
Son nom d'espèce, composé de hainan et du suffixe latin -ensis, « qui vit dans, qui habite », lui a été donné en référence au lieu de sa découverte, le Hainan.

## Publication originale
- Fei, Ye & Yang, 1984 : A new species and subspecies of the genus Tylototriton (Caudata: Salamandridae). Acta Zoologica Sinica, vol. 30, p. 85-91.